# Tipula bistilata
Tipula bistilata är en tvåvingeart som beskrevs av Carl August Lundström 1907. Tipula bistilata ingår i släktet Tipula och familjen storharkrankar. Arten är reproducerande i Sverige.

## Underarter
Arten delas in i följande underarter:
- T. b. bistilata
- T. b. lundstromiana
- T. b. rectangularis